# Harpefoss
Harpefoss är en tätort i Sør-Frons kommun i Innlandet fylke i Norge. Orten ligger i Gudbrandsdalen, vid Europaväg 6, Dovrebanan och älven Gudbrandsdalslågen.